# Lasioglossum lisa
Lasioglossum lisa är en biart som beskrevs av Ebmer 1998. Lasioglossum lisa ingår i släktet smalbin, och familjen vägbin. Inga underarter finns listade i Catalogue of Life.